# Ministerschwanz
Bei dem sogenannten Ministerschwanz (volkstümlicher Begriff) handelt es sich um den Sachverhalt, dass jemand, der eine Staatsprüfung bereits zum zweiten Mal nicht bestanden hat, ausnahmsweise einen dritten Versuch unternehmen darf. 
In Deutschland werden etliche Studiengänge wie Rechtswissenschaften oder Lehramtsstudiengänge mit einem Staatsexamen abgeschlossen. Nach einem erstmaligen Nichtbestehen gibt es einen Rechtsanspruch auf einen zweiten Versuch. Der Rechtsanspruch leitet sich aus allgemeinen Grundsätzen sowie aus Art. 12 GG her, wonach die Freiheit des Berufszugangs zu gewährleisten ist. Nach einer nicht bestandenen Wiederholungsprüfung gibt es, wenn die Prüfungsordnung dies so vorsieht, nur auf Antrag und nur unter bestimmten Voraussetzungen die Möglichkeit, einen dritten Versuch (zweite Wiederholungsprüfung) zu unternehmen. Da die Genehmigung früher ausschließlich durch das Ministerium, noch früher sogar durch den Minister persönlich erteilt wurde, hat sich hierfür die seinerzeit übliche spöttische Bezeichnung „Ministerschwanz“ noch erhalten.

## Regelungen
Die Regelungen sind für die unterschiedlichen Studiengänge und Bundesländer durchaus unterschiedlich; sogar innerhalb eines Ausbildungsganges können unterschiedliche Regelungen greifen. So ist in NRW etwa eine zweite Wiederholungsprüfung in der Zweiten Staatsprüfung ausdrücklich ausgeschlossen. Im Lehramt wird in NRW die Genehmigung durch das zuständige staatliche Prüfungsamt erteilt.